# 카를로 제수알도

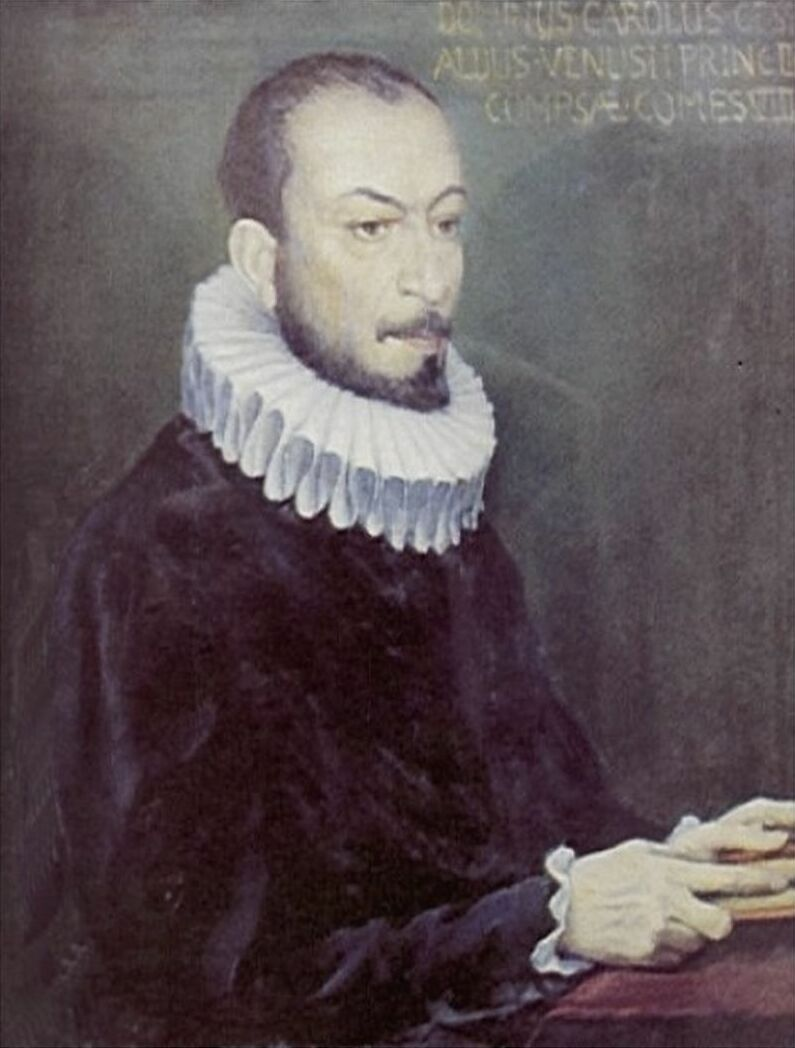

카를로 제수알도(이탈리아어: Carlo Gesualdo, 1566년? ~ 1613년 9월 8일)는 이탈리아의 작곡가이다. 그는 마드리갈에 반음계적인 화성을 쓴 것으로 유명한데, 이 어법은 19세기가 되도록 다시 쓰이지 않은 것이다. 제수알도는 음악사에서 보기 드문 살인 사건으로 유명하다.

## 삶
제수알도는 귀족 집안에서 태어났다. 그의 숙부는 카를로 보로메오이고 어머니는 교황 비오 4세의 조카였다.
제수알도의 유년기에 대해 알려진 것은 적으며 태어난 해가 1560년, 1561년, 1566년 가운데 어떤 것인지도 명확하지 않다.
1586년에 제수알도는 사촌인 돈나 마리아 다발로스(Donna Maria d'Avalos)와 결혼했다. 그녀는 2년 뒤 파브리지오 카라파(Fabrizio Carafa)와 밀애를 하기 시작하여 2년 동안 이를 남편에게 비밀로 했다. 1590년 10월 16일에 제수알도는 사냥을 가는 척 하고 나폴리의 Palazzo San Severo에서 방심한 채 사랑을 나누는 둘을 붙잡아 그 자리에서 죽였다. 그는 시체를 모든 사람이 볼 수 있도록 궁 앞에 놔두었다고 한다. 제수알도는 귀족이라 재판을 받지는 않았지만 복수는 당할 수가 있었기 때문에 제수알도에 있는 그의 성으로 피신했다.

## 작품
제수알도가 여생을 죄책감에 휩싸여 보냈다는 기록에 걸맞게 그의 마드리갈의 가사는 격한 감정이 드러나 있다.
그의 작품은 전반적으로 반음계적인 급격한 화성을 지닌 느린 부분과 온음계적인 빠른 부분이 교대된다는 특징이 있다. 특히 A-F, C#-a(예를 들면 "Moro, lasso"의 첫 부분) 등의 삼도 진행을 즐겨 썼다.

## 영향
제수알도가 당대에 끼친 영향은 별로 없었지만, 20세기에 들어서 재발견되기 시작하였다. 이고리 스트라빈스키는 그의 곡 Monumentum pro Gesualdo(1960)의 일부분에서 제수알도의 "Beltà, poi che t'assenti"을 편곡하였다. 알프레트 시닛케는 1995년에 제수알도의 삶을 주제로 오페라를 썼다.

## 참고 문헌
- Cecil Gray, Philip Heseltine: Carlo Gesualdo, Musician and Murderer. London, St. Stephen's Press, 1926.
- The New Grove Dictionary of Music and Musicians, ed. Stanley Sadie. 20 vol. London, Macmillan Publishers Ltd., 1980. ISBN 1-56159-174-2
- Gustave Reese, Music in the Renaissance. New York, W.W. Norton & Co., 1954. ISBN 0-393-09530-4
- The Concise Edition of Baker's Biographical Dictionary of Musicians, 8th ed. Revised by Nicolas Slonimsky. New York, Schirmer Books, 1993. ISBN 0-02-872416-X
- Alfred Einstein: The Italian Madrigal. Princeton, 1949.
- Glenn Watkins: Gesualdo: The Man and His Music. 2nd edition. Oxford, 1991. ISBN 0-19-816197-2